# Azorín
Azorín (egentligen José Martínez Ruiz) född 11 juni 1873 i Monóvar, Alicante, död 2 mars 1967 i Madrid, var en spansk författare, journalist och litteraturkritiker.